# Рат Чарлија Вилсона
Рат Чарлија Вилсона (енгл. Charlie Wilson's War) је америчка биографска драма-комедија из 2007. године. Филм је био номинован за пет Златних глобуса, али није добио ни један. Филип Симор Хофман је био номинован за Оскар за најбољег споредног глумца, али је изгубио од Хавијера Бардема.
Тексашки конгресмен Чарли Вилсон се удружује са женом из хјустонског високог друштва и агентом Централне обавештајне агенције, како би спровели једну тајну операцију. Та жена је била Џоана Херинг, његова пријатељица и љубавница, и најбогатија жена у Тексасу. Она га подстиче да муџахединима обезбеди оружје и средства како би истерали Совјете из Авганистана. 

## Улоге
| Глумац             | Улога                 |
| ------------------ | --------------------- |
| Том Хенкс          | Чарлс Чарли Вилсон    |
| Џулија Робертс     | Џоана Херинг          |
| Филип Симор Хофман | Густав Густ Авракотос |
| Ким Катрал         | Луиз Лонг             |
| Емили Блант        | Џејн Лајдл            |
| Нед Бејти          | Кларенс Лонг          |
| Ејми Адамс         | Бони                  |
| Ом Пури            | Зиа-ул-Хак            |